# Маг (роман)
«Маг» (англ. The Magus) — постмодерністський роман англійського письменника Джона Фаулза, що вперше був опублікований 1965 року в Великій Британії. У 1977 році вийшло друге, перероблене і доповнене видання книги. У творі розповідається історія Ніколаса Ерфе — молодого британського випускника Оксфорду, який вирушив викладати англійську мову на невеликий грецький острів.
У 1999 році «Маг» увійшов до обох рейтингів «100 найкращих романів» від Modern Library, посівши 93-тє місце у рейтингу редакторів та 71-ше у читацькому. У 2003 році роман посів 67-му сходинку в проведеному BBC серед близько мільйона людей опитуванні «The Big Read».

## Історія створення
«Маг» став першим романом у творчості Фаулза, але вийшов у світ тільки третім із низки — після «Колекціонера» (1963) та «Арістоса» (1964). Фаулз почав писати «Мага» ще у 1950-му, причому спершу мав намір дати назву «Гра в бога».

## Український переклад
- Маг / Джон Фаулз; переклад з англ. Олега Короля. — Харків: Клуб Сімейного Дозвілля у співпраці з видавництвом «Вавилонська бібліотека», 2016. — 560 с. Наклад 10 000 примірників + 3000 додаткових, на кращому папері. ISBN 978-617-12-1485-9
- Маг / Джон Фаулз; переклад з англ. Олега Короля. — К.: Букшеф, 2022. — 768 с. ISBN 978-617-548-099-1

## Цікаві факти
Після видання перекладу Олега Короля, серед україномовних користувачів Інтернету поширився мем «Непозбувна бентега», а також інші вислови з тексту.
Як зазначено на сайті «Читомо.com»: «У соціальних мережах не вщухають суперечки щодо нового проекту „Вавилонської бібліотеки“ — перекладу роману Джона Фаулза „Маг“, який видали у „Клубі Сімейного Дозвілля“. Подія спричинила дискусію, що загострила увагу на кадровій готовності ринку в контексті перекладів та редагування, а також — професійну етику».

## Зовнішні зв'язки
- «Театр, его і бентега». Рецензія Сашка Завари на українське видання «Мага». Сайт «Буквоїд», 15.02.2017. Прочитано 04.05.2017 [Архівовано 10 травня 2017 у Wayback Machine.]
- «Екзистенційна МАГія Джона Фаулза, або Для чого грати Бога». Рецензія Ігоря Ярославського на українське видання «Мага». Сайт «Буквоїд», 08.04.2017. Прочитано 04.05.2017 [Архівовано 8 листопада 2019 у Wayback Machine.]
- «Маг» Джона Фаулза: «гра в Бога» як антисповідь 13 вересня 2024